# Goiás (município)
Goiás (também conhecido como Goiás Velho) é um município brasileiro, antiga capital do estado homônimo. Foi reconhecido em 2001 pela UNESCO como Patrimônio Mundial, por sua arquitetura barroca peculiar, por suas tradições culturais seculares e pela natureza exuberante que o circunda.
Sua população estimada pelo IBGE para 1.º de julho de 2021 era de 22 122 habitantes. É uma das quinze cidades que integram a Região Imediata de Goiás-Itapuranga que, por sua vez, é uma das seis regiões imediatas que formam a Região Intermediária de Goiânia.

## História
Antes da chegada dos europeus ao continente americano, a porção central do Brasil era ocupada por indígenas do tronco linguístico macro-jê, como os acroás, os xacriabás, os xavantes, os caiapós, os javaés etc.
Descobertas as Minas Gerais de um lado e as minas de Cuiabá, de outro, no século XVII, uma ideia renascentista (a de que os filões de metais preciosos se dispunham de forma paralela em relação ao equador) alimentaria a hipótese de que, entre esses dois pontos, também haveria do mesmo ouro. Assim, foram intensificadas as investidas bandeirantes, principalmente paulistas, em território goiano, que culminariam tanto com a descoberta quanto com a apropriação das minas de ouro dos índios goiases, que seriam extintos dali mais rapidamente que o próprio metal. Ali, onde habitava a nação Goiá, Bartolomeu Bueno da Silva fundaria, em 1727, o Arraial de Sant'Anna. O distrito foi criado em 1729, com a denominação de Santana de Goiás.

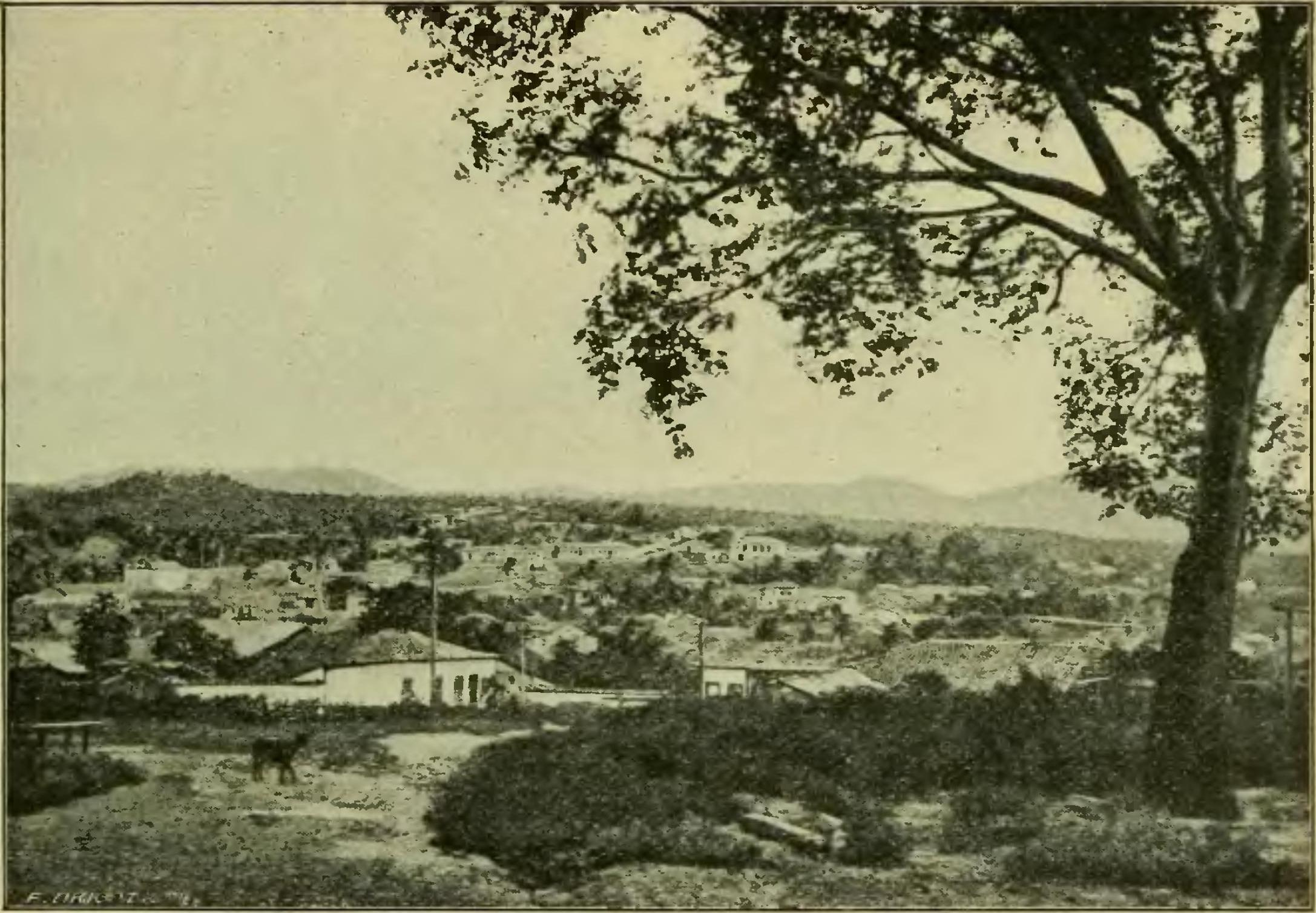
Goiás em 1903

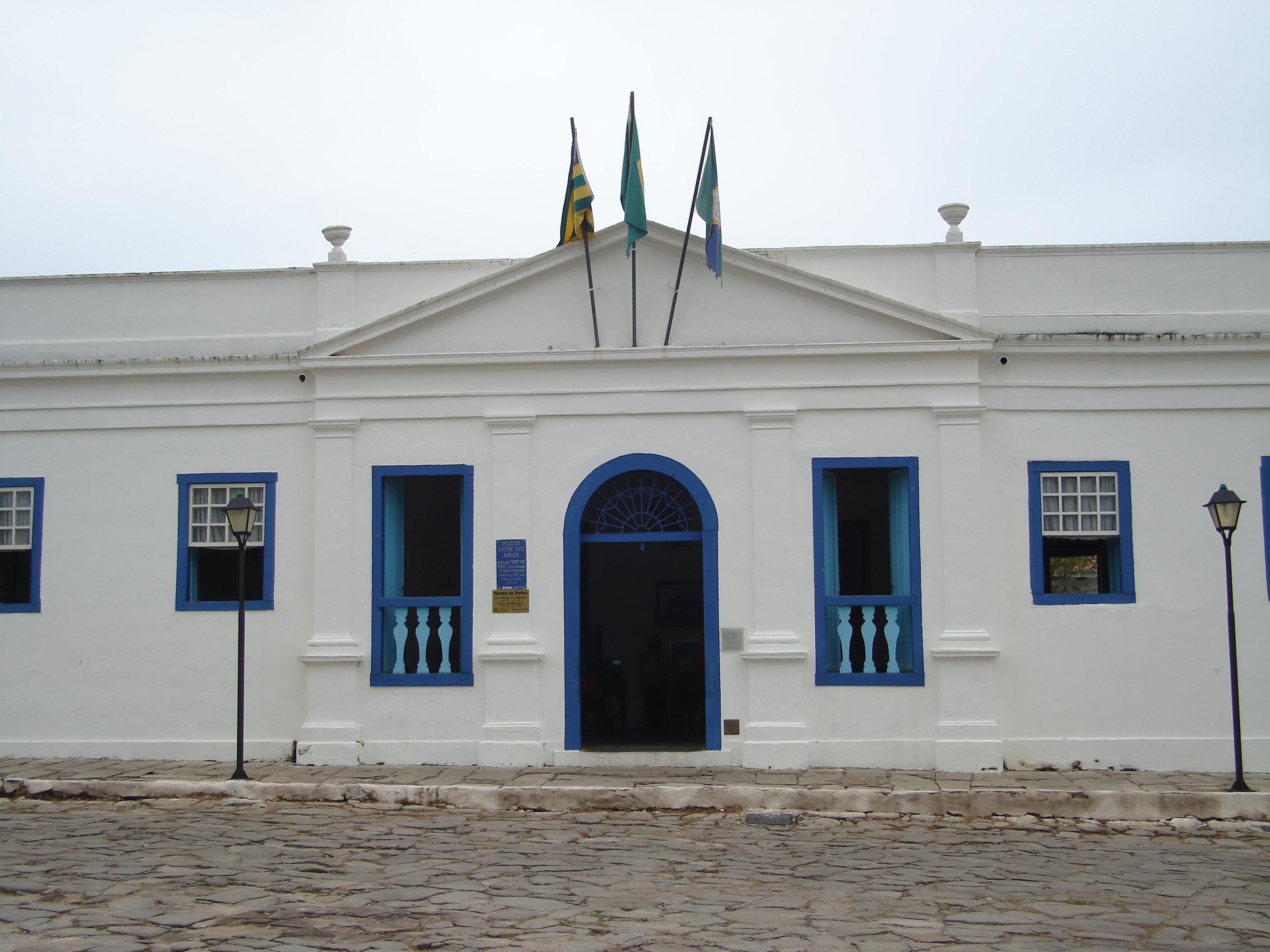
O Palácio Conde dos Arcos, sede antiga do governo goiano até sua transferência para Goiânia

Pouco mais de uma década depois, em 1736, o local seria elevado à condição de vila administrativa, com o nome de Vila Boa de Goyaz (ortografia arcaica). Nesta época, ainda pertencia à Capitania de São Paulo. Em 1748, foi criada a Capitania de Goiás, mas o primeiro governador, dom Marcos de Noronha, o Conde dos Arcos, só chegaria ali cinco anos depois. Com ele, instalou-se um "Estado mínimo" e, logo, a vila transforma-se em capital da comarca. Noronha manda construir, então, entre outros prédios, a Casa de Fundição, em 1750, e o Palácio que levaria seu nome (Conde dos Arcos), em 1751. Décadas depois, outro governador - Luís da Cunha Meneses, que ficou no cargo de 1778 a 1783-, cria importantes marcos, fazendo a arborização da vila, o alinhamento de ruas e estabelecendo o primeiro plano de ordenamento urbano, que delineou a estrutura mantida até hoje.
Com o esgotamento do ouro, em fins do século XVIII, Vila Boa teve sua população reduzida e precisou reorientar suas atividades econômicas para a agropecuária, mas ainda assim cultural e socialmente sempre esteve sintonizada com as modas do Rio de Janeiro, então capital do Império. Daí até o início do século XX, as principais manifestações seriam de arte e cultura, com sarais, jograis, artes plásticas, literatura, arte culinária e cerâmica - além de um ritual único no Brasil, a Procissão do Fogaréu, realizada na Semana Santa.
Entretanto, a grande mudança, que já vinha sendo ventilada há muito tempo, foi a transferência da capital estadual para Goiânia, nos anos trinta e quarenta, coordenada pelo então interventor do Estado, Pedro Ludovico Teixeira. De certa forma, foi essa decisão que preservou a singular e exclusiva arquitetura colonial da cidade de Goiás.

## Geografia
Goiás se localiza em terreno bastante acidentado onde se destacam a Serra Dourada e os Morros de São Francisco, Canta Galo e das Lages. O município é cortado pelo Rio Vermelho (afluente do rio Araguaia) e está situado na bacia do Tocantins-Araguaia, que compartilha a foz com o Rio Amazonas. Ele passa do lado da casa da poetisa Cora Coralina. Há também os rios Urú, do Peixe, Ferreira e Índio.
A vegetação típica de Goiás é a mesma do Cerrado, em sua maior parte é semelhante à de savana, com gramíneas, arbustos e árvores esparsas. As árvores têm caules retorcidos e raízes longas, que permitem a absorção da água, disponível nos solos do cerrado abaixo de 2 metros de profundidade mesmo durante a estação seca do inverno. O município possui diversas áreas preservadas, com cachoeiras e riachos: Parque da Carioca, APA da Serra Dourada, APA da Cidade de Goiás, ARIE Águas de São João e Reserva Biológica da UFG.

### Clima
O clima é caracterizado por dois períodos distintos bem definidos: um chuvoso, que vai de outubro a abril, e outro seco, que vai de maio a setembro, com ausência quase que total de chuvas, no qual são registradas as temperaturas mais baixas do ano, especialmente em junho e julho. Segundo dados do Instituto Nacional de Meteorologia (INMET), referentes ao período de 1948 a 1953 e a partir de 1961, a menor temperatura registrada em Goiás foi de 5,4 °C em 18 de julho de 1975 e a maior atingiu 44,5 °C em 6 de outubro de 2024.
O maior acumulado de precipitação em 24 horas foi de 169,7 milímetros (mm) em 21 de abril de 1992. Janeiro de 1964 foi o mês de maior precipitação, com 922,6 mm. Desde julho de 2007, a maior rajada de vento alcançou 24 m/s (86,4 km/h) em 1 de outubro de 2009 e o menor índice de umidade relativa do ar (URA) ocorreu na tarde de 11 de setembro de 2008, de apenas 7%.
| Dados climatológicos para Goiás | Dados climatológicos para Goiás | Dados climatológicos para Goiás | Dados climatológicos para Goiás | Dados climatológicos para Goiás | Dados climatológicos para Goiás | Dados climatológicos para Goiás | Dados climatológicos para Goiás | Dados climatológicos para Goiás | Dados climatológicos para Goiás | Dados climatológicos para Goiás | Dados climatológicos para Goiás | Dados climatológicos para Goiás | Dados climatológicos para Goiás |
| Mês | Jan                             | Fev                             | Mar                             | Abr                             | Mai                             | Jun                             | Jul                             | Ago                             | Set                             | Out                             | Nov                             | Dez                             | Ano                             |
| --- | ------------------------------- | ------------------------------- | ------------------------------- | ------------------------------- | ------------------------------- | ------------------------------- | ------------------------------- | ------------------------------- | ------------------------------- | ------------------------------- | ------------------------------- | ------------------------------- | ------------------------------- |
| Temperatura máxima recorde (°C) | 38                              | 39,8                            | 39                              | 38,2                            | 37,6                            | 36,8                            | 37,1                            | 41,2                            | 43,1                            | 44,5                            | 39,8                            | 40                              | 44,5                            |
| Temperatura máxima média (°C) | 31,3                            | 32                              | 32,1                            | 32,8                            | 32,4                            | 32,1                            | 32,5                            | 34,6                            | 35,8                            | 34,5                            | 32,1                            | 31,1                            | 32,8                            |
| Temperatura mínima média (°C) | 21,3                            | 21,3                            | 21,3                            | 21                              | 19,3                            | 18                              | 17,9                            | 19,9                            | 22,1                            | 22,1                            | 21,6                            | 21,4                            | 20,6                            |
| Temperatura mínima recorde (°C) | 15,9                            | 14,9                            | 12,9                            | 11,1                            | 10,1                            | 7,5                             | 5,4                             | 8                               | 11,1                            | 13,9                            | 11,1                            | 11,1                            | 5,4                             |
| Precipitação (mm) | 329,7                           | 262,4                           | 239,2                           | 100,8                           | 21,3                            | 11,6                            | 2,8                             | 8,1                             | 40,4                            | 127,5                           | 242,1                           | 322,7                           | 1 708,6                         |
| Dias com precipitação (≥ 1 mm) | 20                              | 17                              | 16                              | 8                               | 2                               | 1                               | 0                               | 1                               | 4                               | 10                              | 16                              | 19                              | 114                             |
| Umidade relativa compensada (%) | 79,9                            | 78,4                            | 78,6                            | 73,1                            | 65,9                            | 59,2                            | 52,2                            | 44,8                            | 49,3                            | 63,7                            | 74,3                            | 79,6                            | 66,6                            |
| Insolação (h) | 149,4                           | 169,7                           | 173,6                           | 216,2                           | 248,2                           | 250,4                           | 262,6                           | 262,8                           | 199,6                           | 198,8                           | 163,6                           | 144,4                           | 2 439,3                         |
| Fonte: INMET (normal climatológica de 1991-2020; umidade e horas de sol: normal 1981-2010; recordes de temperatura: 1948-1953 e 1961-presente) |                                 |                                 |                                 |                                 |                                 |                                 |                                 |                                 |                                 |                                 |                                 |                                 |                                 |

## Cultura

### Movimentos culturais

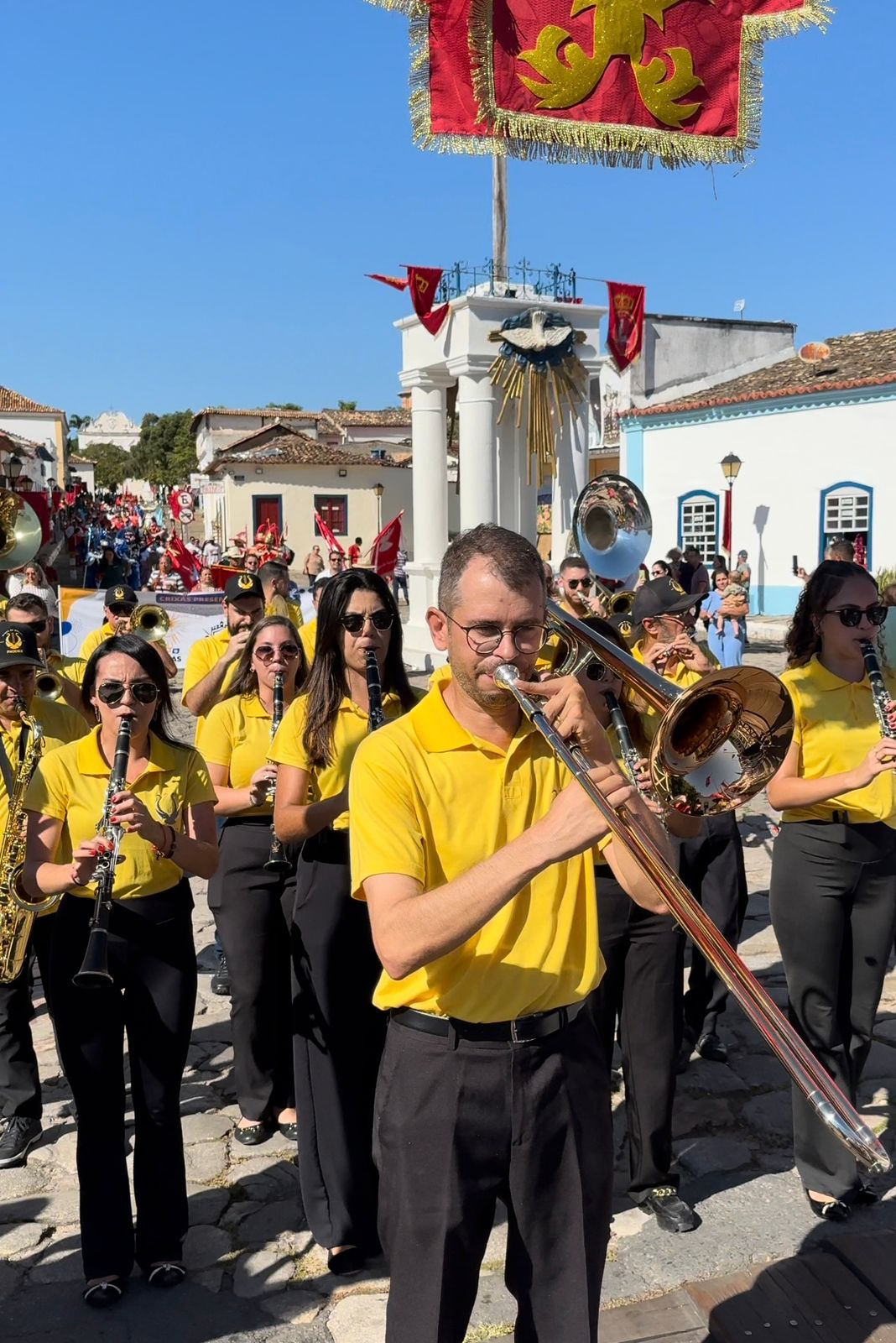
Centenária Banda Phoenix de Pirenópolis em cortejo cultural pelas seculares ruas do Centro Histórico de Goiás, no VIII Encontro de Coroas do Divino Espírito Santo em 2024

O Festival Internacional de Cinema e Vídeo Ambiental (FICA) é um festival realizado anualmente na Cidade de Goiás desde 1999. Até sua última edição, era o maior festival cinematográfico sobre o meio ambiente. Em seu primeiro ano de realização, 1999 o FICA aconteceu entre 2 e 6 de junho. Teve 154 obras inscritos, de 17 países. Dessas, foram selecionadas 37 produções (4 Longas-metragens, 12 Médias-metragens e 21 Curtas-metragens), de 12 países: Argentina, Áustria, Brasil, Dinamarca, Espanha, Estados Unidos, França, Holanda, Inglaterra, Moçambique, Portugal e Venezuela. Na participação brasileira, foram selecionadas 17 obras de 8 Estados: Brasília, Goiás, Maranhão, Pernambuco, Rio de Janeiro, Santa Catarina e São Paulo.
Em 2019, devido a falta de recursos e ao não-pagamento das despesas da edição de 2018, o Governo Estadual optou por não realizar o festival. Frente a essa decisão, a comunidade vilaboense mobilizou-se e inaugurou de forma independente o Festival Goyaz, mantendo a mesma premissa do antigo FICA.
Por fim o FICA retornou em 2020 em formato online devido a pandemia de COVID-19 e em formato híbrido em 2021. Desde 2022 o festival voltou a ser realizado presencialmente como nas edições passadas.
Procissão do Fogaréu: Uma das manifestações religiosas mais belas que acontecem na Cidade de Goiás anualmente é a Procissão do Fogaréu, que começa à meia noite da quarta-feira da semana santa. Neste dia, as encenações sobre a Paixão de Cristo movimentam a localidade, que acompanha tudo com devoção e certa curiosidade. A celebração, que dá continuidade a uma tradição de pouco mais de 200 anos, consiste em encenar as principais passagens bíblicas que antecedem à crucificação de Jesus pelas ruas de Goiás, da qual a Procissão do Fogaréu faz parte. Nela, os farricosos, homens encapuzados com vestes coloridas, carregam tochas acesas entre as ruas escuras, representando o caminho dos romanos até o momento da prisão de Cristo. Na quinta e na sexta-feira são representados o Lava-Pés e a Paixão de Cristo, respectivamente.
Carnaval: Festa popular realizada na Praça de Eventos Rio Vermelho. Existem três Escolas de Samba na cidade: Leão de Ouro, União Goiana e Mocidade Independente do João Francisco. Abrindo o carnaval na cidades, o tradicional Bloco do Zé Perera, que sai do Bar Casa de Pedra, no bairro Rio Vermelho, passando pela Praça Jornalista Goiás do Couto, mais conhecida como Praça do João Francisco, onde a população espera para ver o bloco, e vai em direção ao centro histórico da cidade.
A Cidade de Goiás tem em sua história e formação uma relação muito ligada as culturas Africanas e indígenas, essa relação fica ainda hoje explicita em diversas manifestações culturais por toda a cidade um exemplo são duas escolas "Espaço Cultural Vila Esperança" e "Quilombinho". Além desses exemplos temos também O Grupo de Capoeira Angola Meninos de Angola sob a coordenação do professor Chuluca.

### Museus
- Museu das Bandeiras: funcionando na antiga Casa de Câmara e Cadeia, tem acervo com peças e mobiliário do século XVIII.
- Palácio Conde dos Arcos: tem acervo com obras do século XVIII, utensílios domésticos, pertences, artes decorativas e mobiliário dos antigos governantes.
- Museu de Arte Sacra da Igreja da Boa Morte: tem o maior acervo do escultor barroco Veiga Vale, nascido em Pirenópolis, reunindo mais de 100 peças, e também coleções de prataria. A igreja foi construída em 1779.
- Casa de Cora Coralina: museu permanente com objetos pessoais da poetisa de mesmo nome.
- Museu da Polícia Militar: Museu permanente criado em 2007 com acervo de uniformes; instrumentos musicais; equipamentos de comunicações; móveis, objetos e equipamentos diversos; viaturas policiais; documentos históricos; fotos de unidades policiais. Funciona em prédio histórico junto ao 6º BPM e 4º CRPM.

### Monumentos

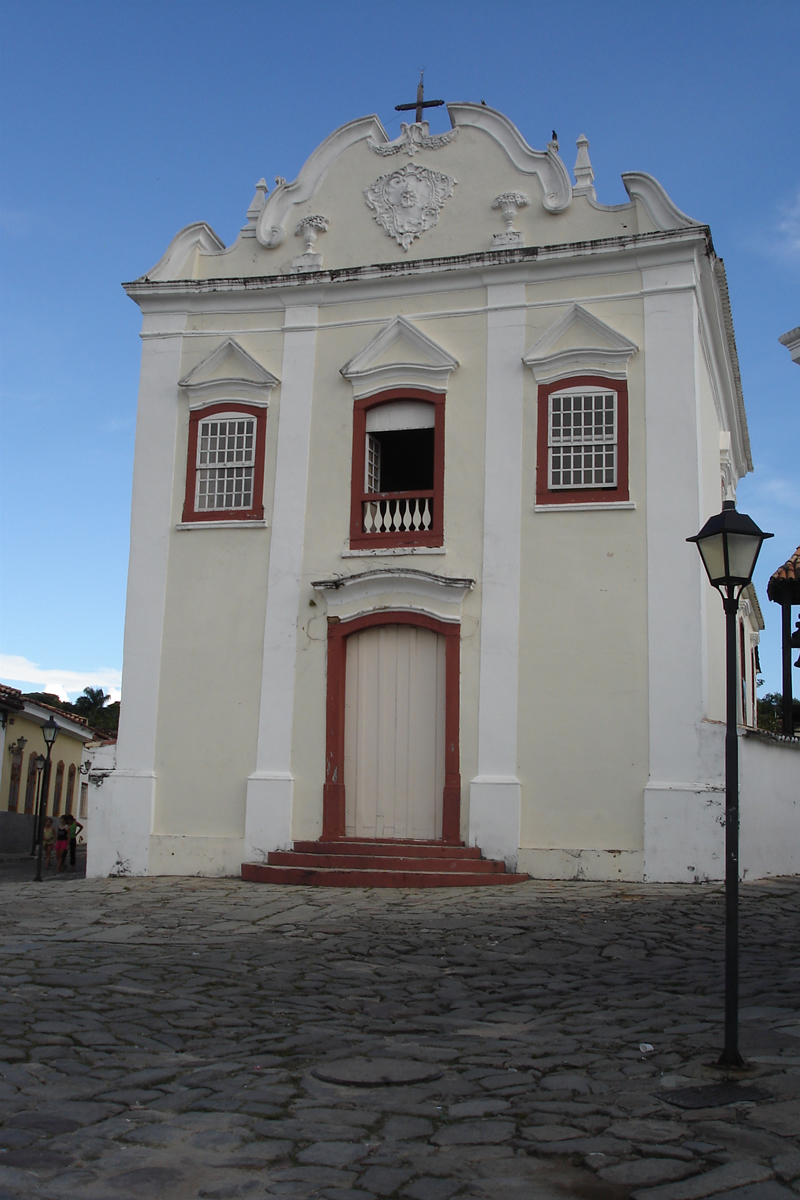
Igreja da Boa Morte

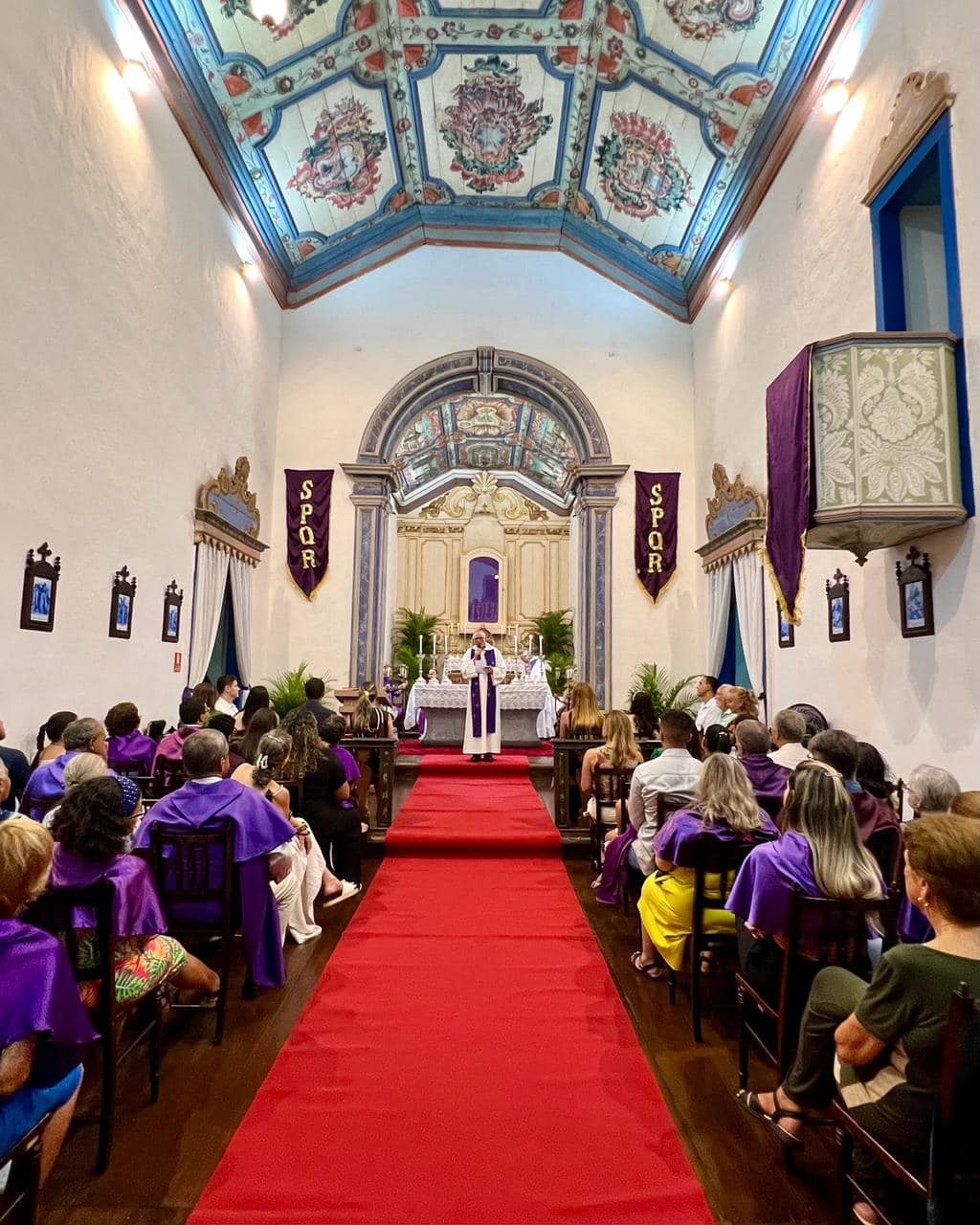
Igreja São Francisco de Paula em celebração tradicional da Irmandade dos Passos em 2024.

- Casa de Bartolomeu Bueno: residência histórica do Anhanguera, a sua fachada conserva as características do estilo colonial
- Chafariz de Cauda: localizado no Largo do Chafariz, é uma construção com padrões do século XVIII (1778).
- Igreja de Nossa Senhora do Rosário: conhecida como antiga igreja dos pretos, foi demolida e reconstruída em estilo neogótico em 1934 pelos frades dominicanos oriundos da França. No seu interior, encontram-se afrescos realizados por Nazareno Confaloni na segunda metade do século XX, Precursor do Modernismo no estado de Goiás e fundador da Escola de Belas Artes da Universidade Católica de Goiás.
- Catedral de Santana: localizada na Praça do Coreto, é um edifício feito de adobe e recém-restaurado.
- Igreja Nossa Senhora da Abadia: capela do século XVIII, tem afrescos no teto.
- Igreja de Santa Bárbara: apresenta retratos de compositores goianos do século XIX feitos pelo artista Amaury Meneses.
- Igreja Nossa Senhora do Carmo
- Mosteiro da Anunciação: edifício religioso, no qual os frades produzem artesanato de barro.
- Convento dos Padres Dominicanos: edifício do século XIX que guarda uma imagem de Nossa Senhora do Rosário, trazida por religiosos franceses. Foi o segundo convento da Ordem no Brasil, fazendo parte do plano que integraria os religiosos dominicanos ao norte do Brasil, passando por Uberaba, Goiás, Porto Nacional e chegando enfim à Conceição do Araguaia no estado do Pará
- Quartel do Vigésimo Batalhão de Infantaria: De onde saíram soldados para a Guerra do Paraguai. Até o final da década de 1990 abrigou o 11-010 Tiro de Guerra do Exército Brasileiro.
- Igreja da Boa Morte: Com a mais conservada fachada  repleta de ornamentos do estilo barroco.
- Igreja de São Francisco de Paula :  Ícone da memória religiosa do lugar, construída pelo então governador Antônio Tomás da Costa em 1761. Apresenta na parte interna pinturas rococó no forro feita em 1869, por André Antônio da Conceição, artista local, retratando cenas da vida de São Francisco. O santo se faz retratado em imagem de um dos altares laterais, obra de Veiga Valle. A fachada é simples, de estilo colonial, porém a igreja possui uma valiosa coleção de imagens sacras. Representa o Monte das Oliveiras na Procissão do Fogaréu. É sede da bicentenária  Irmandade dos Passos.[12][13]
- Teatro São Joaquim: Com uma nova estrutura, o teatro são Joaquim está localizado próximo à cruz do Anhanguera, com bela estrutura e altamente sofisticado.
- Cruz do Anhanguera: Símbolo da chegada dos Anhanguera à cidade, e símbolo da representação do cristianismo para o processo de criação de Vila Boa de Goiás.
- Sede da Prefeitura Municipal de Goiás: Última obra Realizada pelo PAC cidades históricas em vila Boa (única cidade do Brasil a realizar todos os projetos do PAC), a nova prefeitura concretizou a passagem do PAC cidades históricas por Goiás, sendo uma edificação com toda sua identidade e que carrega consigo uma histórica, mas com belas intervenções contemporâneas, um conjunto impecável.
- Palácio Condes dos Arcos: Antiga sede do governo do estado de Goiás, o Palácio se destaca pela beleza e imponência, sedia o Governo de ano em ano, no aniversário da cidade, e é aberto para visitações.
- Casa de Cora Coralina: Casa da Poetisa e doceira, nas margens do Rio Vermelho, o museu é um ícone da paisagem de Vila Boa de Goiás.

Em 1981, o então deputado Siqueira Campos apresentou o projeto de lei nº 5.802, de 1981 para elevar a cidade à categoria de monumento nacional.

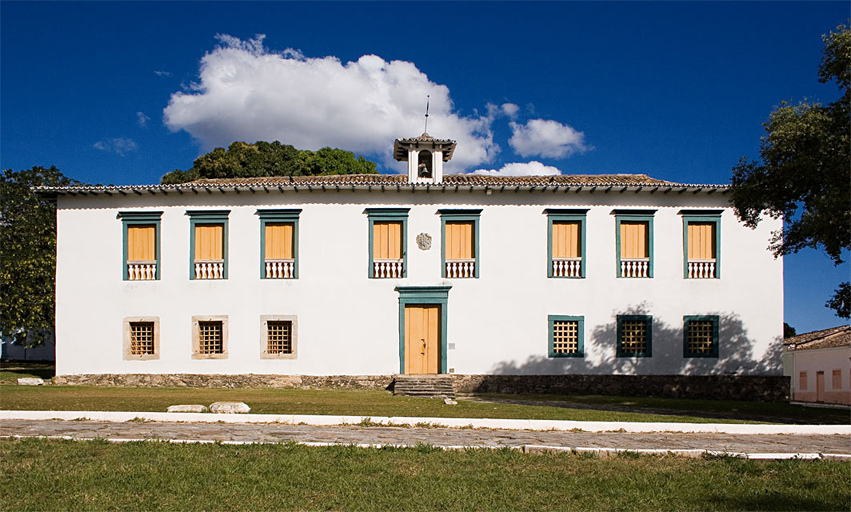
Antiga Casa da Câmara e Cadeia, atual MuBan
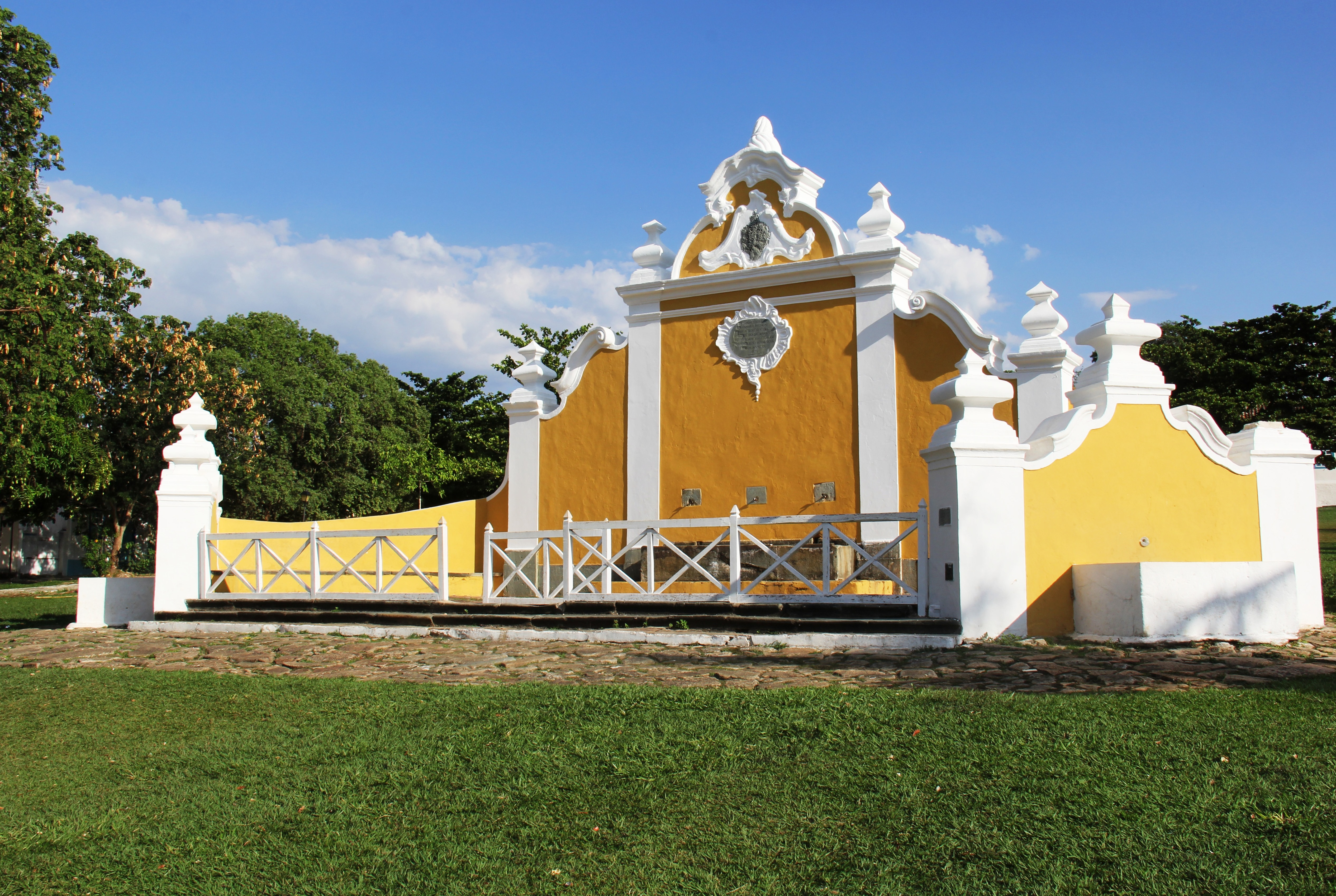
Chafariz de Cauda
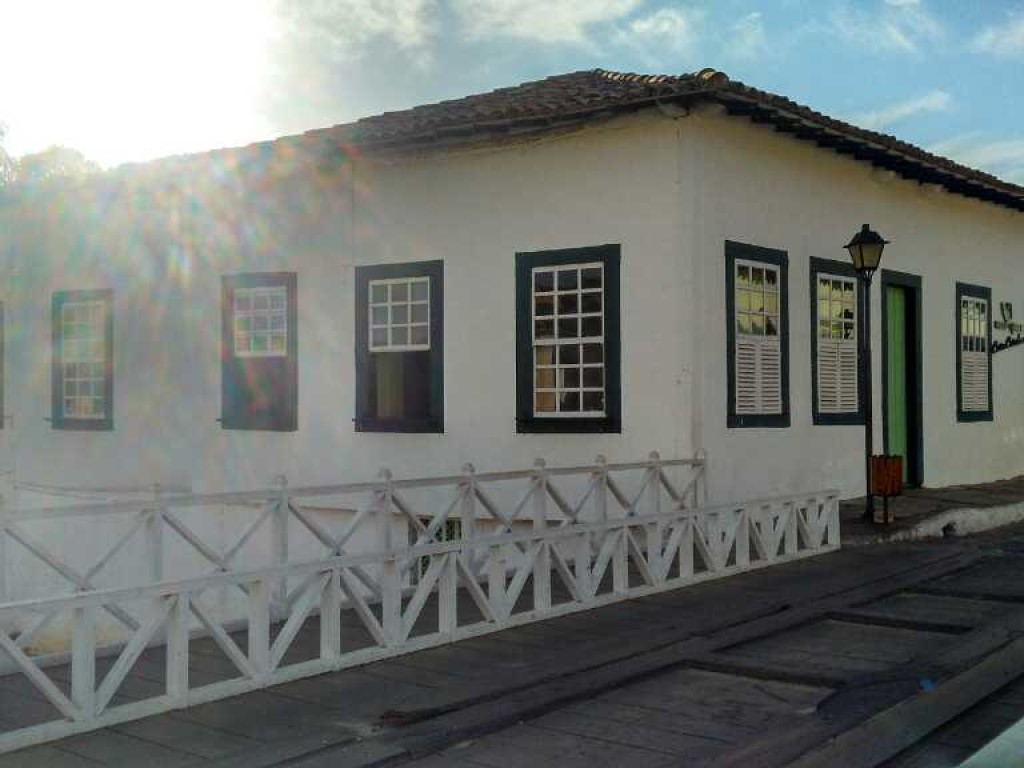
Casa de Cora Coralina
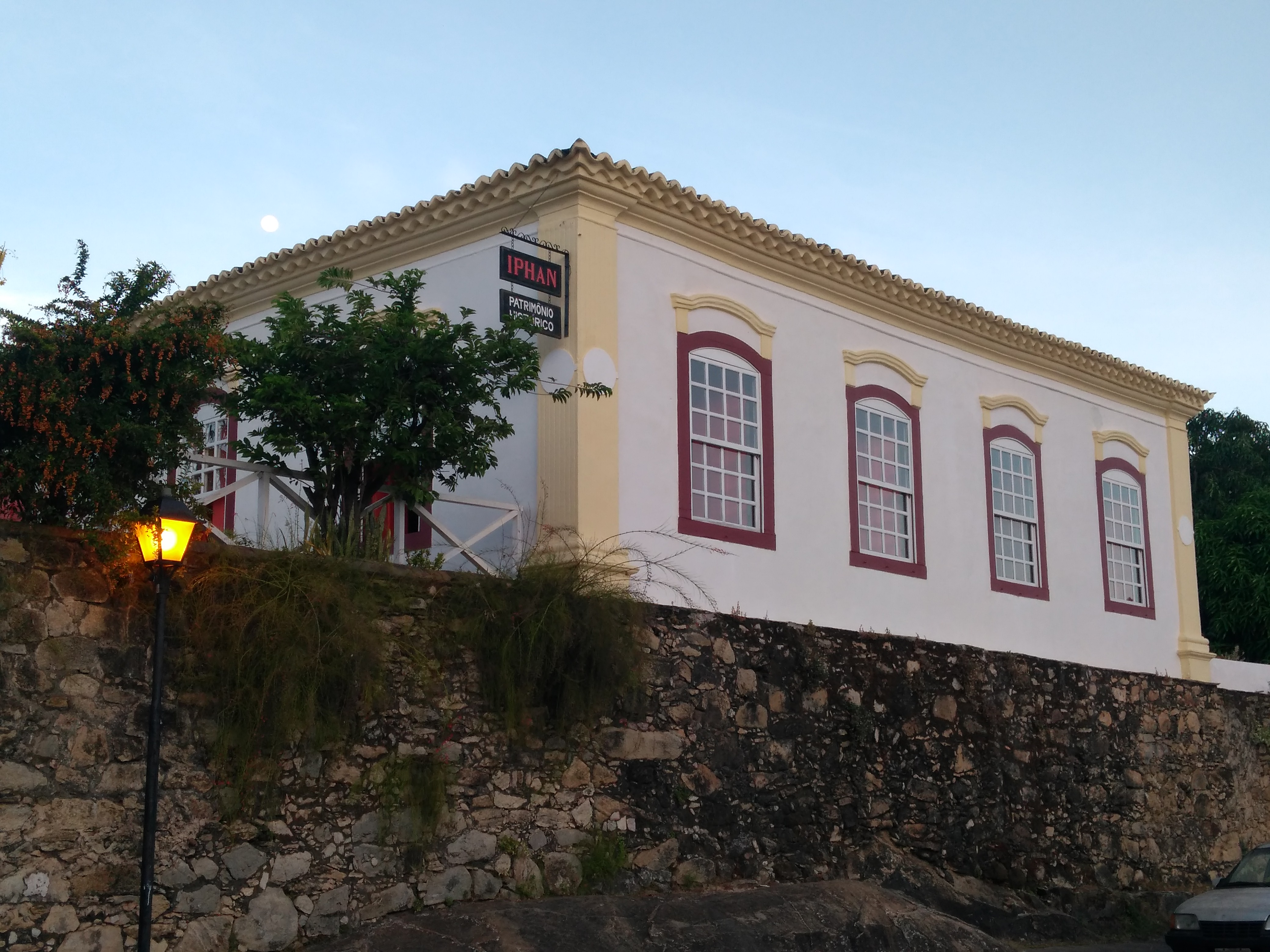
Casa do Bispo
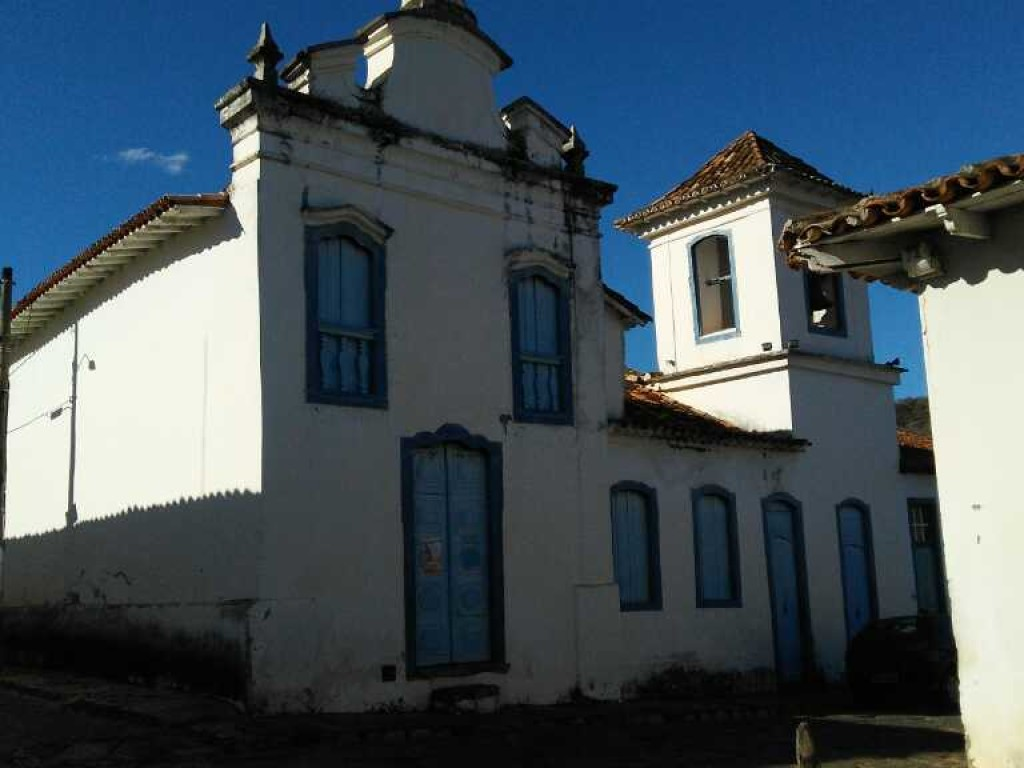
Igreja de Nossa Senhora d'Abadia
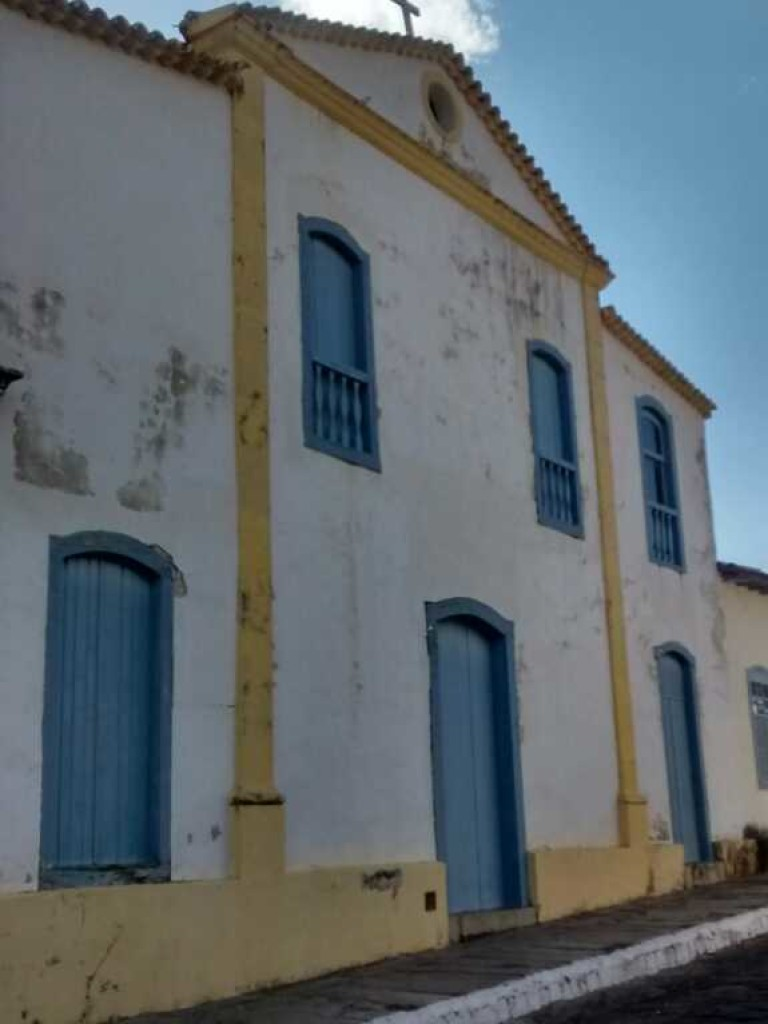
Igreja de Nossa Senhora do Carmo
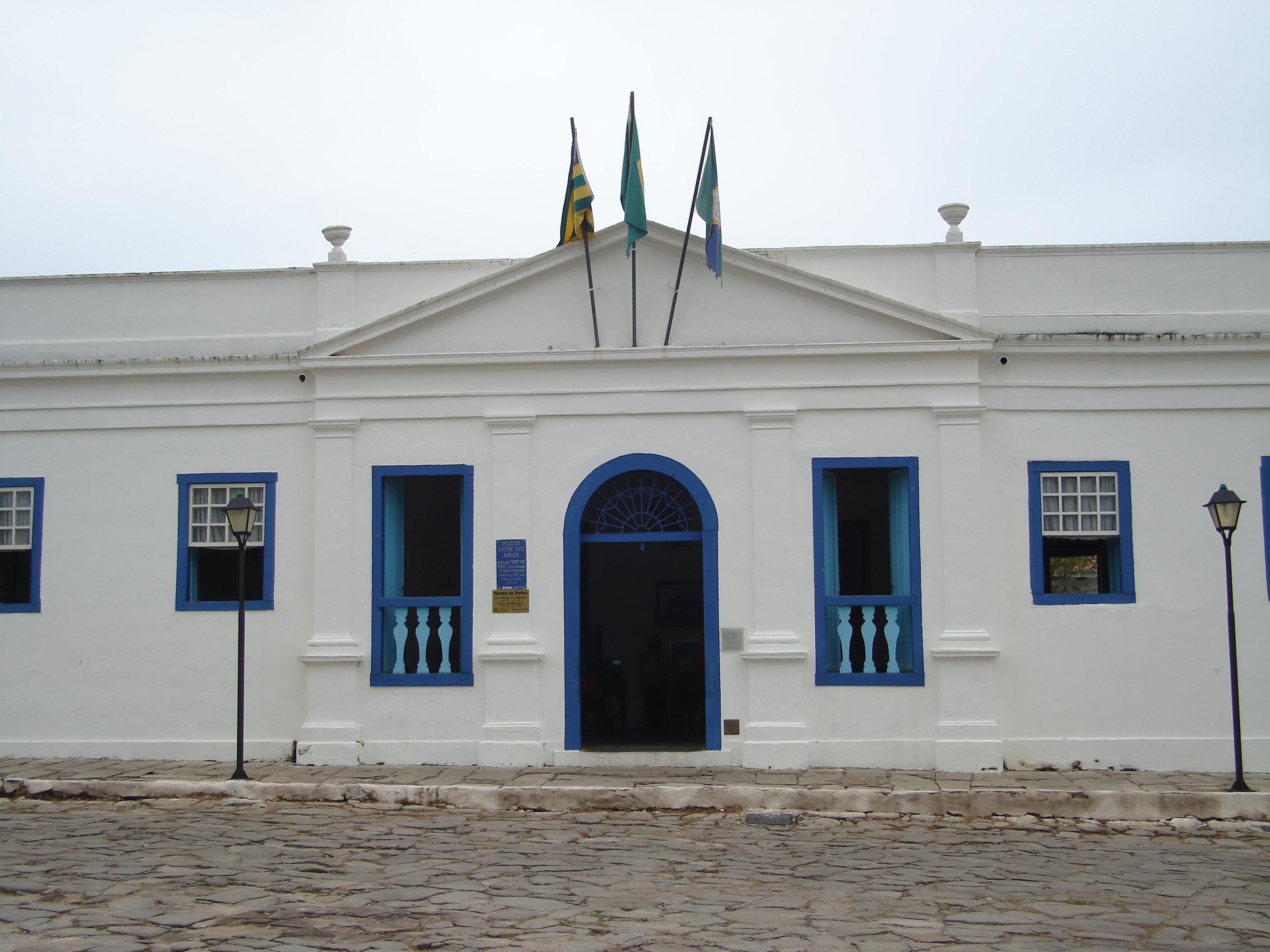
Palácio do Conde dos Arcos
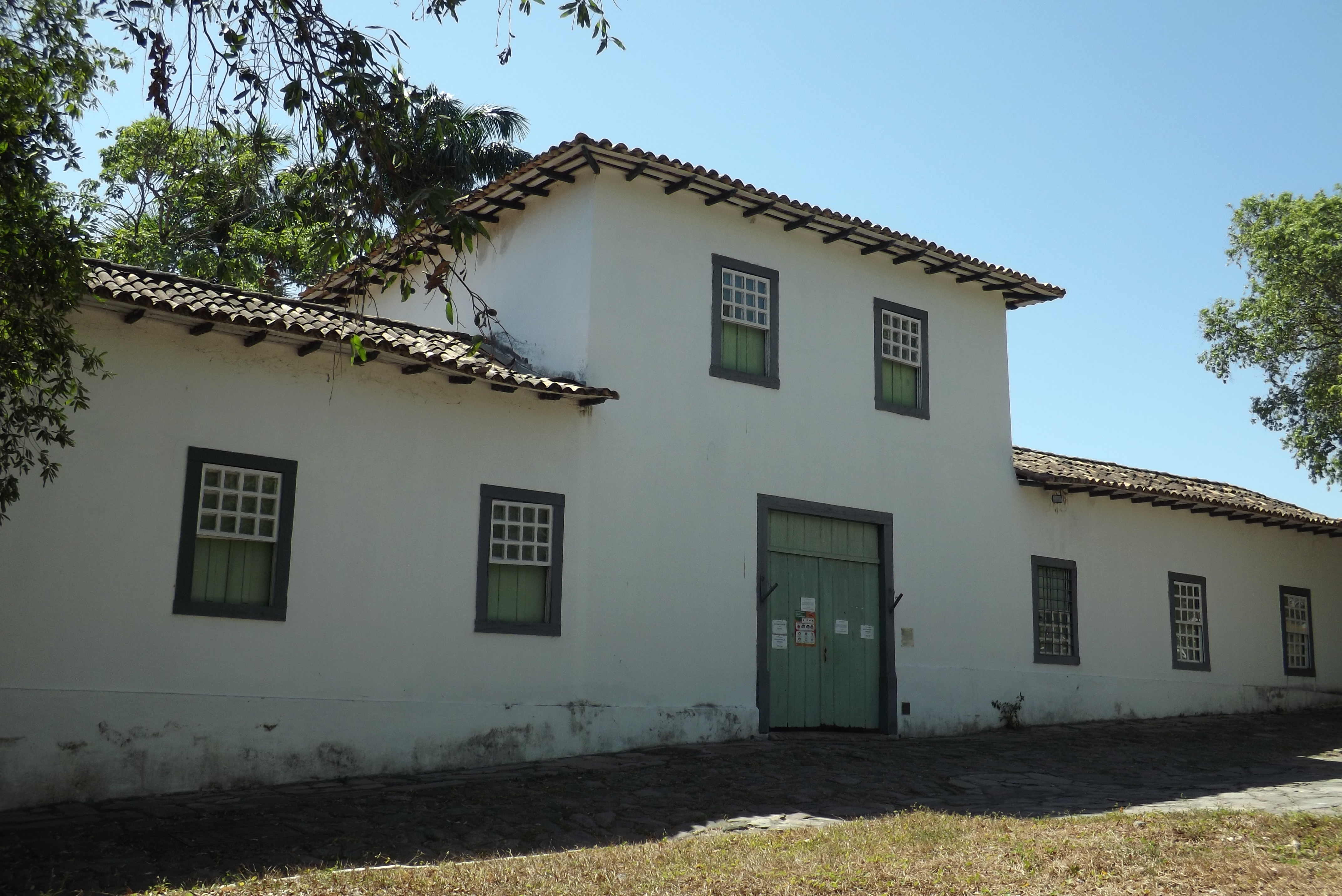
Quartel do XX

## Religião
Predomina na população de Goiás, a religião Católica, com dezesseis Igrejas, seguida pelos evangélicos com dez templos e os espíritas, com três centros.[carece de fontes?]

## Turismo
Município Histórico, mais conhecido como Goiás Velho, foi capital do Estado, conserva mais de 90% de sua arquitetura barroco-colonial original, graças ao tombamento, desde os anos 50, desse patrimônio arquitetônico do Século XVIII. A cidade de Goiás é considerada um magnifico mostruário do Brasil oitocentista. Além disso, situa-se dentro de um cenário topográfico, singularmente bonito, dentro de um vale envolvido pelos morros verdes e ao sopé da Serra Dourada. Goiás chamou-se originalmente Vila Boa. Os turistas encontram riquíssima arte sacra nas seculares igrejas e nos museus.[carece de fontes?]
O município tornou-se um centro turístico e permite praticamente uma viagem no tempo do Brasil colonial. Em 2001, o Centro Histórico de Goiás foi declarado Patrimônio Mundial. Na cidade todos os anos ocorre o Festival Internacional de Cinema e Vídeo Ambiental que tem a participação de países da África, Europa, América e Ásia.[carece de fontes?]

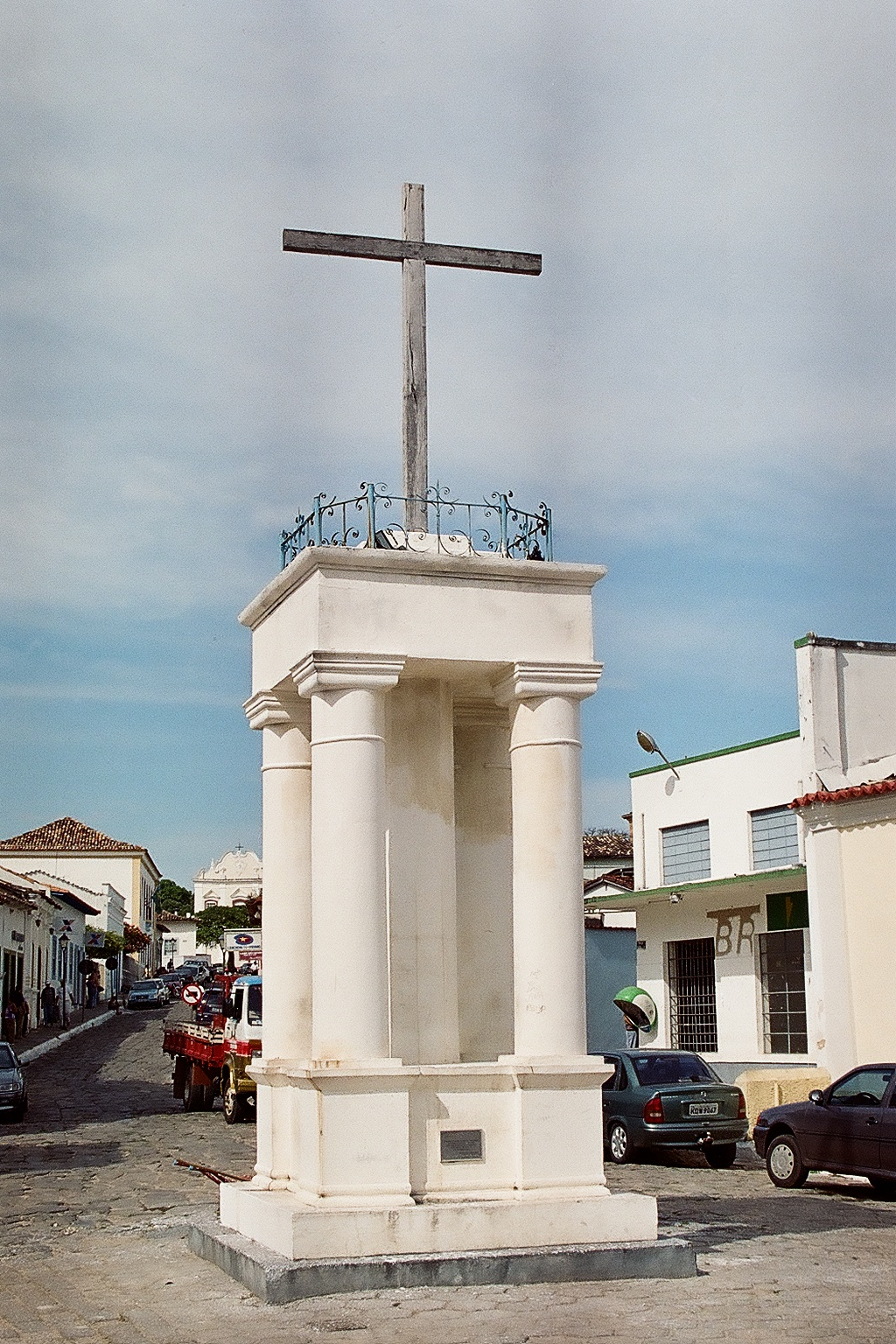
Cruz do Anhanguera

## Eventos
| Mês       | Data       | Evento                                                       |
| --------- | ---------- | ------------------------------------------------------------ |
| Janeiro   | 1 a 6      | Folia de Reis                                                |
| Janeiro   | 18         | Evento da Solidariedade                                      |
| Fevereiro | Data móvel | Carnaval                                                     |
| Março     | 15         | Projeto Memória                                              |
| Março     | 1 a 26     | Procissões Religiosas                                        |
| Março     | 27         | Procissão do Fogaréu                                         |
| Março     | 29         | Encenação da descida da cruz                                 |
| Março     | 29         | Canto do Perdão                                              |
| Maio      | 10 a 19    | Festa de Santa Rita                                          |
| Maio      |            | Seletiva da caminhada ecológica                              |
| Junho     |            | FICA - Festival Internacional de Cinema e Vídeo Ambiental    |
| Junho     |            | Projeto Memória                                              |
| Julho     |            | Exposição Agropecuária                                       |
| Julho     | 25         | Transferência da capital                                     |
| Julho     | 26         | Festa de Santana                                             |
| Agosto    | 1 a 7      | Semana do Folclore                                           |
| Agosto    | 20         | Festa do vizinho                                             |
| Agosto    |            | Encontro estadual de motociclistas                           |
| Setembro  | 2          | Festa da Pedreira de São Sebastião                           |
| Setembro  | 8          | Festa de Nossa Senhora D'Abadia e Nossa Senhora da Guia      |
| Setembro  |            | Projeto Memória                                              |
| Outubro   | 7          | Festa do Rosário                                             |
| Outubro   |            | Festival de Artes da Cidade de Goiás                         |
| Outubro   |            | Festa da Nossa Senhora Aparecida                             |
| Novembro  | 8 a 10     | Festival do Cerrado                                          |
| Dezembro  | 4          | Festa de Santa Bárbara                                       |
| Dezembro  | 8          | Festa de Nossa Senhora da Conceição                          |
| Dezembro  | 20         | Serenata de Natal do Coral Solo pelas ruas e becos da cidade |